# Have Mercy
Singles de Chlöe
Treat Me
(2022)
Have Mercy est le premier single solo de la chanteuse américaine Chlöe. Il a été publié le 10 septembre 2021, comme premier single solo de Chlöe, et le single principal de son premier album solo à venir, après avoir gagné en notoriété en tant que membre du duo de sœurs R&B Chloe x Halle. Avant sa sortie, un extrait de la chanson est devenu viral sur TikTok. Elle a été écrite par Chlöe, Theron Thomas et Nija Charles, et a été produite par Murda Beatz, Chlöe, Joseph L'étranger, FnZ et BoogzDaBeast.
Bien accueillie par la critique, Have Mercy a débuté à la 28e place du Billboard Hot 100 et à la 13e place du Hot R&B/Hip-Hop Songs. Musicalement, la chanson est une chanson uptempo, un critique musical la décrivant comme une "ode rauque et joyeuse aux grands derrières". Un clip réalisé par Karena Evans est sorti en même temps que la chanson elle-même, et met en scène Chlöe dans le rôle de la chef d'une sororité pleine de gorgones qui séduisent les hommes afin de les transformer en pierre. Elle a donné sa première performance live de la chanson lors des MTV Video Music Awards de 2021, ce qui lui a valu les éloges des critiques.

## Contexte et lancement
Avant de publier Have Mercy, Chlöe s'est rendue célèbre en se produisant aux côtés de sa sœur dans le cadre du duo R&B Chloe x Halle. En 2021, chacune des deux chanteuses se lance dans une carrière solo, Halle jouant dans le film La Petite Sirène en 2023, et Chlöe publiant des reprises de chansons populaires sur les réseaux sociaux. Le 1er juillet 2021, jour du 23e anniversaire de Chlöe, elle a annoncé la sortie de Have Mercy en postant une vidéo TikTok d'elle en train de danser et de se trémousser sur un lit sur un extrait de la chanson, avec la légende « This is 23... HAVE MERCY ». L'extrait est devenu viral et a été utilisé dans plus de 800 000 vidéos sur la plateforme.
Les photos promotionnelles du single, prises par Edwig Stenson (qui a également maquillé Chlöe pour les photos) ont été publiées le 24 août. Elle a révélé la date de sortie et la pochette de la chanson, cette dernière représentant Chlöe dans une tenue révélatrice, le 6 septembre,. Have Mercy est sorti le 10 septembre 2021, comme premier single solo de Chlöe, et comme single principal de son premier album à venir.

## Composition
Have Mercy a été produite par le producteur de disques canadien Murda Beatz avec Chlöe, Joseph L'étranger, FnZ et BoogzDaBeast. Son rythme uptempo, lourd comme la basse, est construit autour d'un échantillon de la chanson Off the Chain des clubs de Jersey et de Baltimore par TT the Artist et Uniiqu3. Elle a été écrite par les producteurs de la chanson avec Marquis Gasque, Theron Thomas et Nija Charles. C'est une chanson optimiste que Chlöe a décrite comme pop, avec des paroles racoleuses qui mettent l'accent sur les fesses et les courbes de Chlöe et la séduction qu'elle exerce sur les hommes,,.

## Réception critique
Jessica McKinney de Complex a qualifié Chlöe d'« hypnotisante » dans Have Mercy, et a écrit que la chanson « possède un sex-appeal majeur ». Jazmine Denise de Teen Vogue a écrit que Chlöe « a sorti le grand jeu » avec Have Mercy, qu'elle qualifie d'« hymne épicé » ; Andrew Unterberger de Billboard a qualifié la chanson d'« hymne du cul pour l'éternité ». Margaret Farrell de Flood a écrit que la chanson, qu'elle a qualifiée de « séduisante » et « assurée », est « resplendissante dans son autonomie sexuelle et sa bravoure haut de gamme » et « comporte de nombreux clins d'œil à sa mentor Mme Beyoncé Giselle Knowles-Carter ». Jandrew Johnson de The Afro Desk a loué l'écriture de Chloé, ajoutant qu'elle « a véritablement compris comment écrire un single à succès ».

## Clip vidéo
Le clip de Have Mercy a été réalisé par Karena Evans et tourné fin juillet 2021. La vidéo est sortie le même jour que la chanson. Largement inspiré par les films pour adolescents des années 1990, il met en vedette Chlöe dans le rôle de la meneuse d’une sororité composée de gorgones infiltrées qui séduisent un groupe de membres d’une fraternité avant de les changer en pierre. Son scénario a été comparé par les critiques à l'histoire de Méduse. La vidéo comporte plusieurs séquences de danse. Elle met en vedette Rome Flynn dans le rôle du principal intérêt amoureux de Chlöe, un homme de 21 ans qui disparaît après avoir été changé en pierre par elle, Bree Runway dans le rôle d'une membre de la sororité qui donne la fessée à l'un des frères qui n'est vêtu que d'un slip de sport, et Tina Knowles dans le rôle d'une « mère » de la sororité,,,. Tout au long de la vidéo, Chlöe porte plusieurs tenues différentes, notamment un blazer à carreaux roses avec un pantalon sexy, des lunettes de soleil carrées et un collier en diamants, ainsi qu'une autre tenue composée d'une brassière rose assortie et d'un short avec des chaussettes et des sandales à talons. L'une des tenues de la vidéo est une veste dorée portée à l'origine par Diana Ross dans un numéro de Vogue de 1981. Ann Powers de NPR a comparé le rôle de Chlöe dans la vidéo à celui d'Aaliyah dans le film La Reine des damnés de 2002.
Les dreadlocks blondes de Chlöe dans la vidéo ont été arrangées par Kari Williams, Tinisha Meeks, Brittny Chere et Jehcara Nelson. Ses tenues ont été crées par Zerina Akers.

### Réception
Bianca Betancourt de Harper's Bazaar a écrit que la vidéo de Have Mercy prouvait que Chlöe était « la protégée ultime de Beyoncé », qualifiant la chorégraphie de « puissante » et « torride » et les tenues d'« ensembles remarquables ». Ann Powers de NPR a décrit le postulat de la vidéo comme « un charmant retournement doux des récits de type #metoo horriblement courants dans les fêtes organisées dans les fraternités » et a ajouté que la danse de Chlöe « pourrait faire transpirer Normani ».
En réponse à des fans qui critiquaient les vêtements suggestifs portés par la chanteuse dans la vidéo, elle a déclaré : « C'est mon corps, et j'en suis vraiment fière ».

## Performance commerciale
Have Mercy est entré à la 28e place du Billboard Hot 100 et à la 13e place du classement Hot R&B/Hip-Hop Songs, avec 8 500 téléchargements et 13,8 millions d'écoutes en streaming au cours de sa première semaine de référencement. En janvier 2022, la chanson a été certifiée disque d'or par la RIAA.

## Performances
La première interprétation live de Chlöe de Have Mercy a eu lieu lors des MTV Video Music Awards 2021 en septembre 2021, où elle a été présentée par sa sœur Halle Bailey. Avant de commencer à chanter, Chlöe, debout dans une cape rouge, scande à plusieurs reprises son propre nom de manière théâtrale, avant de se mettre à crier et d'arracher la cape avant de crier et d'arracher la cape,. Pendant sa performance, elle a dansé et twerké énergiquement dans un justaucorps rose vif et des bottines, accompagnée par des danseurs masculins en veste de sport, tandis que les paroles de la chanson clignotaient sur l'écran derrière elle,.
Cette prestation a reçu des éloges de Simone Biles. Bianca Betancourt de Harper's Bazaar a écrit que la chanteuse « n'a pas déçu » et a « fermé la scène des VMA », tandis que Brooklyn White d'Essence l'a décrite comme « électrisante » et a écrit que Chlöe « a contribué à la mode, au visage, à la chorégraphie et au chant ». Melissa Ruggieri, de USA Today, a écrit que la performance « impertinente » de Chlöe a montré « tout ce qu'elle a appris de son modèle Beyoncé en insufflant à sa performance du dramatique, du twerk et, plus important encore, un véritable talent vocal ». Heran Mamo de Billboard a classé la prestation de Chlöe comme la deuxième meilleure de la soirée, écrivant qu'elle « a laissé sa marque sur la scène des VMAs » et qualifiant la chorégraphie de « déplacement de plaque tectonique ». BET a estimé que sa performance avait été « l'une des plus mémorables de la soirée ». Ellise Shafer de Variety a écrit que le break de danse réalisé par Chlöe a prouvé sa capacité à être une véritable artiste polyvalente, tandis qu'Adrian Horton du Guardian a qualifié son interprétation vocale en direct d'« impressionnante »" et a remarqué que sa performance était l'une des nombreuses qui étaient "« audacieuses »" et « pleines de sex appeal ». Mark Savage, de BBC News, a également rendu hommage à son chant, pour lui « sans faille », et à sa chorégraphie « craquante », ajoutant qu'elle avait « mis la scène en pièces ». Charu Sinha, de Vulture, a estimée que sa voix avait été « sans faille » et sa chorégraphie « compliquée », écrivant qu'elle « a dominé la scène des VMAs avec un charisme si évident que les autres performances de la soirée en sont presque devenues gênantes en comparaison ». 
Pendant sa prestation, Chlöe s'est blessée à l'épaule.

## Crédits et personnel
- Chlöe –  chant, production
- Murda Beatz - chants de fond, production, batterie, basse, sampler, programmation
- Boogz - production
- FNZ - production
- Joseph L'étranger - production
- Chris Godbey - mixage
- Colin Leonard - mastering
- James Krausse - enregistrement
- Jason "Cheese" Goldberg - enregistrement
- John Lowell Anderson - enregistrement